# Dukes Tourney
Dukes Tourney är en stor ungdomsturnering i amerikansk fotboll som årligen spelas i Skövde.
Turneringen arrangeras av Skövde Dukes och har arrangerats varje år sedan 1993. Turneringen var från början enbart för seniorer men är idag (2017) öppen för åldersgrupperna U17 och nedåt och det brukar delta mellan 30 och 40 lag per år, vilket gör turneringen till den största av sitt slag i Norden.

## Tidigare vinnare
| År   | Seniorer                 | U19                     | U16                  | U13                  |
| ---- | ------------------------ | ----------------------- | -------------------- | -------------------- |
| 1993 | Eskilstuna T-Town Tigers |                         |                      |                      |
| 1994 | Eskilstuna T-Town Tigers |                         |                      |                      |
| 1995 | Arlanda Jets             | TAFT Vantaan            |                      |                      |
| 1996 | Carlstad Crusaders       | TAFT Vantaan            |                      |                      |
| 1997 | För få anmälda lag       | TAFT Vantaan            |                      |                      |
| 1998 | Göteborg Giants          | Halmstad Eagles         |                      |                      |
| 1999 | För få anmälda lag       | Stockholm Mean Machines |                      |                      |
| 2000 | För få anmälda lag       | Göteborg Mustangs       | Ystad Rockets        |                      |
| 2001 | Avesta Guardians         | Göteborg Mustangs       | Göteborg Mustangs    | Göteborg Mustangs    |
| 2002 | PRO Pain                 | Carlstad Crusaders      | Carlstad Crusaders   | Örebro Black Knights |
| 2003 |                          | Carlstad Crusaders      | Carlstad Crusaders   | Solna Chiefs         |
| 2004 |                          | Arlanda Jets            | Solna Chiefs         | Örebro Black Knights |
| 2005 |                          | Arlanda Jets            | Örebro Black Knights | Ystad Rockets        |
| 2006 |                          | Ystad Rockets           | Uppsala/Eskilstuna   | Västerås Roedeers 1  |
| 2007 |                          | Eskilstuna Sharks       | Limhamn Griffins     | Limhamn Griffins     |

| År   | U19                 | U17                     | U15                     | U13                  | U11                     |
| ---- | ------------------- | ----------------------- | ----------------------- | -------------------- | ----------------------- |
| 2008 | Uppsala/Eskilstuna  | Carlstad Crusaders      | Uppsala/Västerås        | Arlanda Jets         |                         |
| 2009 | Uppsala/Örebro      | Uppsala 86ers           | Täby Flyers             | Carlshamn Oakleaves  |                         |
| 2010 | Norrköping Panthers | Arlanda Jets            | Kristianstad Predators  | Göteborg Marvels     |                         |
| 2011 | För få anmälda lag  | Limhamn Griffins        | Stockholm Mean Machines | Carlshamn Oakleaves  |                         |
| 2012 | För få anmälda lag  | Kristianstad Predators  | Tyresö Royal Crowns     | Arlanda Jets         | Stockholm/Tyresö        |
| 2013 | —                   | Arlanda Jets            | Kristianstad Predators  | Örebro Black Knights | Stockholm Mean Machines |
| 2014 | —                   | Kristianstad Predators  | Karlskoga Wolves        | Täby Flyers          | Täby Flyers             |
| 2015 | —                   | Karlskoga Wolves        | Stockholm Mean Machines | Tyresö Royal Crowns  | För få anmälda          |
| 2016 | —                   | Täby Flyers             | Uppsala 86ers           | Tyresö Royal Crowns  | Kalskoga Wolves         |
| 2017 | —                   | Stockholm Mean Machines | Tyresö Royal Crowns     | Tyresö Royal Crowns  | Täby Flyers             |

## Turneringssegrare
Tabellen nedan visar antal gånger respektive lag har vunnit Dukes Tourney. För åren där två samspelade lag vann fick de varsin vinst.
| Antal | Lag                                                             |
| ----- | --------------------------------------------------------------- |
| 7     | Arlanda                                                         |
| 6     | Carlstad, Uppsala                                               |
| 5     | Stockholm, Örebro                                               |
| 4     | Göteborg Mu, Kristianstad P, Täby, Tyresö                       |
| 3     | Eskilstuna S, Limhamn, TAFT Vantaan, Ystad, Karlskoga           |
| 2     | Carlshamn, Eskilstuna T, Solna, Västerås                        |
| 1     | Avesta, Göteborg G, Göteborg Ma, Halmstad, Norrköping, PRO Pain |